# Bourscheid (Frankrijk)
Bourscheid (Duits: Burscheid in Lothringen ) is een gemeente in het Franse departement Moselle (regio Grand Est) en telt 227 inwoners (1999). De plaats maakt deel uit van het arrondissement Sarrebourg-Château-Salins.

## Geografie
De oppervlakte van Bourscheid bedraagt 4,0 km², de bevolkingsdichtheid is 56,8 inwoners per km².
De onderstaande kaart toont de ligging van Bourscheid (Frankrijk) met de belangrijkste infrastructuur en aangrenzende gemeenten.

## Demografie
Onderstaande figuur toont het verloop van het inwonertal (bron: INSEE-tellingen).